# Lista de diretores-gerais do Campus Curitiba da Universidade Tecnológica Federal do Paraná
Esta é uma lista de diretores-gerais do Campus Curitiba da Universidade Tecnológica Federal do Paraná (UTFPR). Ressalta-se que o cargo originalmente era de Diretor-Geral da Unidade Curitiba do Centro Federal de Educação Tecnológica do Paraná. Assim, com a transformação em universidade, o cargo passou a ser denominado como Diretor-Geral do Câmpus Curitiba da Universidade Tecnológica Federal do Paraná.
| N° | Retrato | Diretor                                   | Período                                     |
| -- | ------- | ----------------------------------------- | ------------------------------------------- |
| 1  |         | Arildo Dirceu Cordeiro                    | 2000-2001                                   |
| 2  |         | Cion Cassiano Basso                       | 2001-2004                                   |
| 3  |         | Paulo Osmar Dias Barbosa                  | 2004-2008                                   |
| 4  |         | Marcos Flávio de Oliveira Schiefler Filho | 2008-2012 27/09/2012-17/02/2013             |
| –  |         | Paulo Osmar Dias Barbosa                  | 18/02/2013-31/10/2013                       |
| 5  |         | Denise Rauta Buiar                        | 01/11/2013-31/12/2013                       |
| 6  |         | Cezar Augusto Romano                      | 01/01/2014-31/12/2017                       |
| –  |         | Marcos Flávio de Oliveira Schiefler Filho | 01/01/2018-22/09/2020                       |
| 7  |         | Júlio César Rodrigues de Azevedo          | 23/09/2020-30/09/2020 01/10/2020-31/05/2021 |
| 8  |         | Rossana Aparecida Finau                   | 01/06/2021-31/05/2025                       |
| 9  | –       | Paulo Daniel Batista de Sousa             | 01/06/2025-31/05/2029                       |